# バスロケーションシステム
バスロケーションシステム（Bus location system）は、バスに車載器を搭載し、GPSなどを利用して車両の位置情報を運行管理者が把握するとともに、バス利用客にスマートフォンやパソコンを通してバス運行状況の情報を提供するシステム。
バスロケーションシステムから得られるデータは、他のシステムから得られるデータと組み合わせることで、交通管制や都市計画などにも活用されている例がある。また、バスロケーションシステムでバス利用客に提供する情報についてはバス路線毎の運賃表示や停留所情報の表示（停留所付近の主要施設の情報など）も含む整備が行われている場合もある。このほかバス利用客向けのサイトに各社の広告を掲載し、広告収入によって、バスロケーションシステムの管理者に増収効果が出るようなサービスの開発も行われている。

## 技術開発
1970年代以降、道路渋滞が目立つようになったことで、時刻通りのバス運行が困難となり、なかなかバスが来ないことが乗客の不満事項の一つとして上げられていた。このようなバス待ちのストレスを解消するため、日本自動車輸送技術協会が日本船舶振興会（現日本財団）などの支援のもと、新技術の開発に着手した。1977年度（昭和52年度）の「大都市モデルバスシステム整備費補助金」により、1978年（昭和53年）5月から新宿駅西口バスターミナルに乗り入れているバス路線について運用を開始したのがバスロケーションシステムの始まりである。

## 普及状況
バスロケーションシステムの導入は、顧客サービス向上につながりバス会社の収益拡大にも効果があるとされているが、バス事業者は経営的に苦しいことも多く普及は課題になっている。

### 日本
国はシステムの整備を促進するため、1979年度（昭和54年度）から「バスロケーションシステム整備費補助制度」を実施している。2000年代からは携帯電話網の普及・拡大により高速バスや空港リムジンバスにおいても採用される路線が増えている。

### ラオス
ラオスではヴィエンチャンの公共バス（ビエンチャン市バス公社（VCSBE））で2015年5月から導入の実証事業が行われた（「ビエンチャン市都市交通改善のための位置情報・交通観測システム普及・実証事業」）。その後実運用され、2016年1月からの7ヶ月間でユニークユーザ数は15,000件を超え、バス利用者へのアンケートでは回答者の約40%がバスロケーションシステムの導入によりバス利用が増加したと回答した。

### ギャラリー
位置情報は、下記写真のようにバス停に設置された情報端末で提供されるほか、インターネットや携帯電話を介して利用者へ提供される。

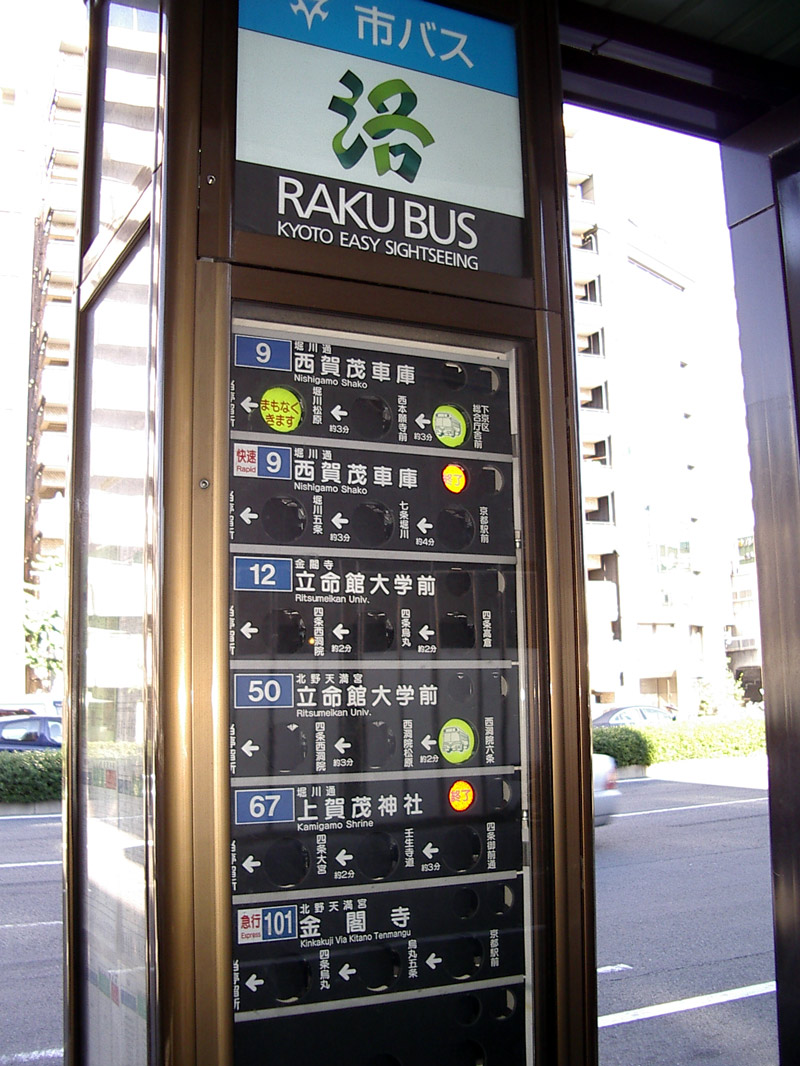
京都市営バスがバス停で提供する位置情報
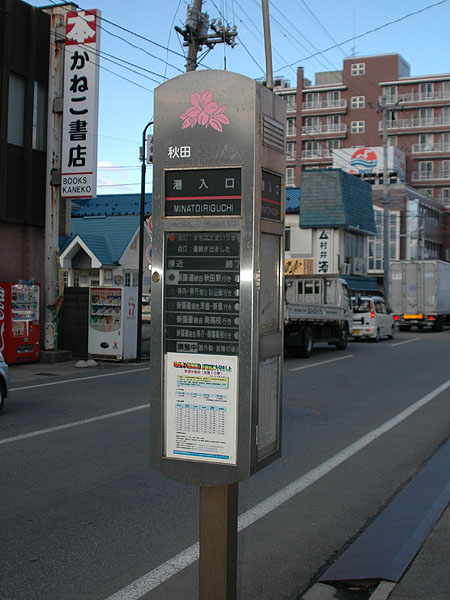
秋田市交通局が導入したバス停の最新型
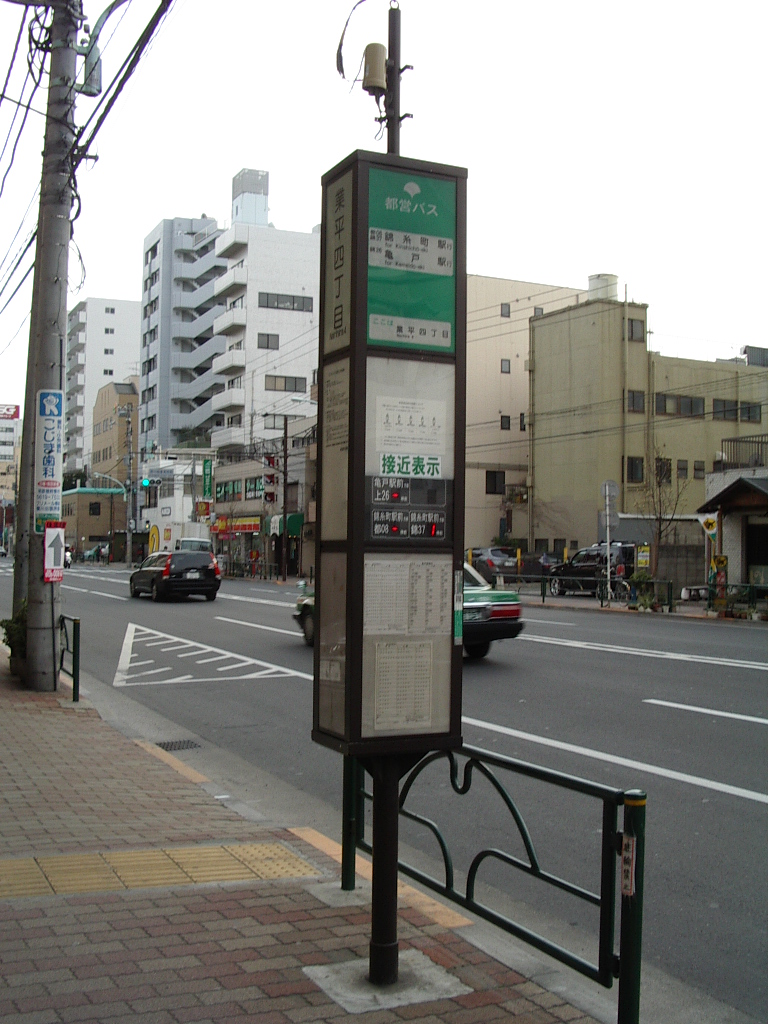
都営バスにおける簡易接近表示の例
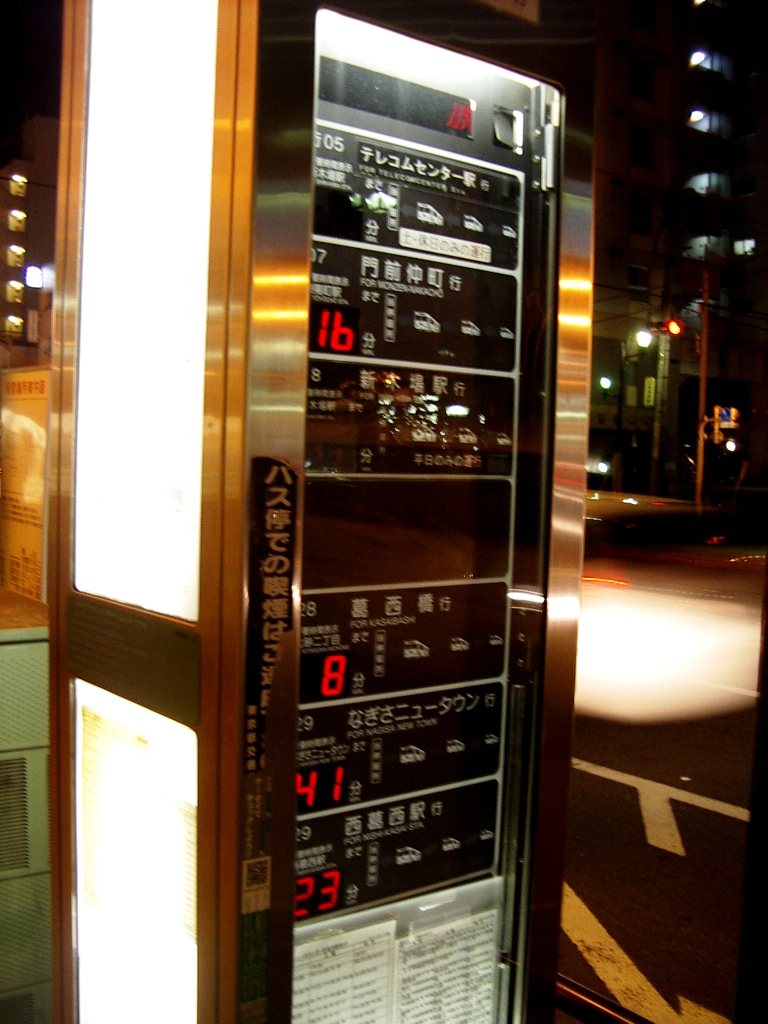
都営バスにおける近年の高機能型接近表示付バス停の例
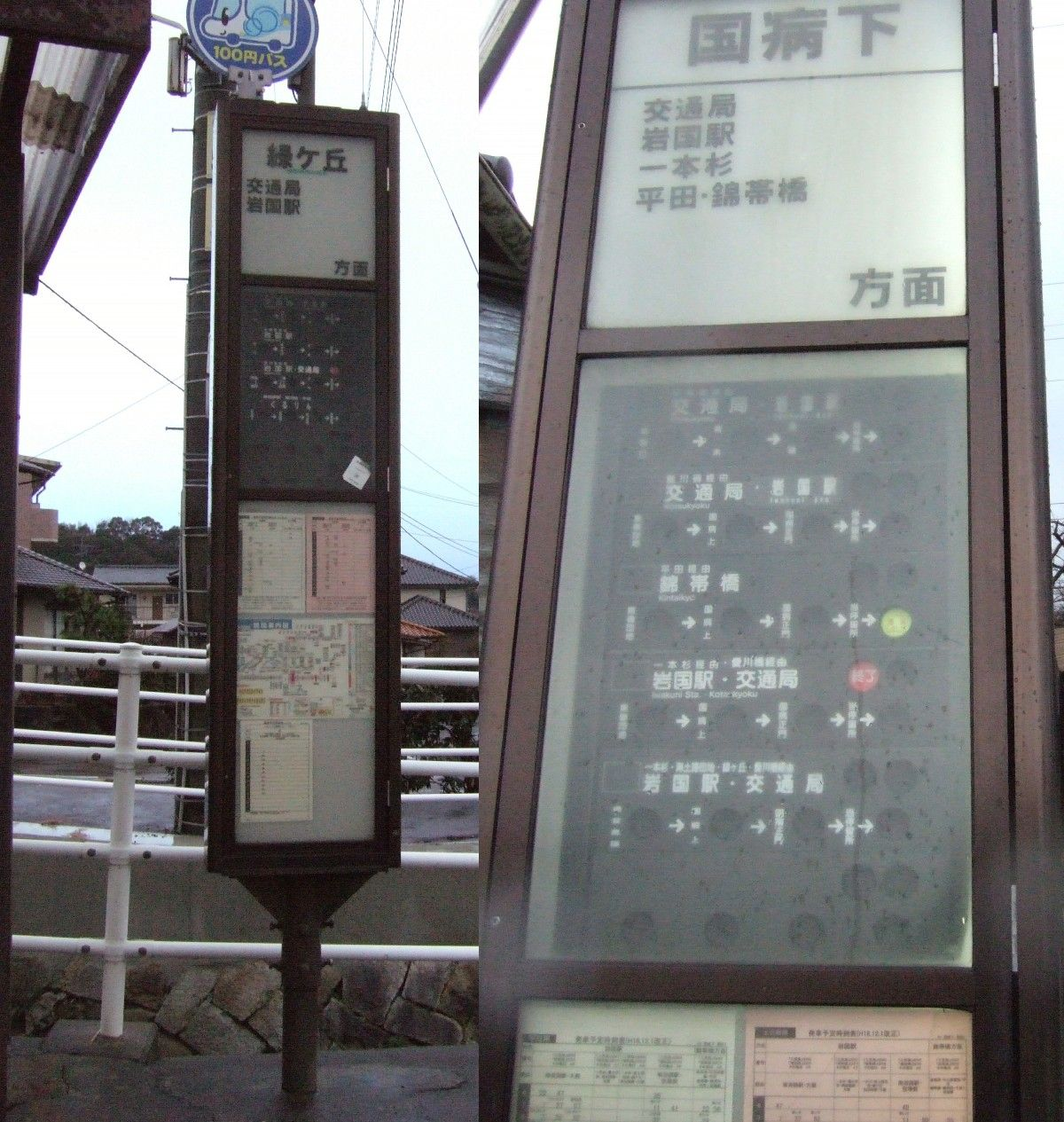
岩国市交通局がバス停で提供する位置情報
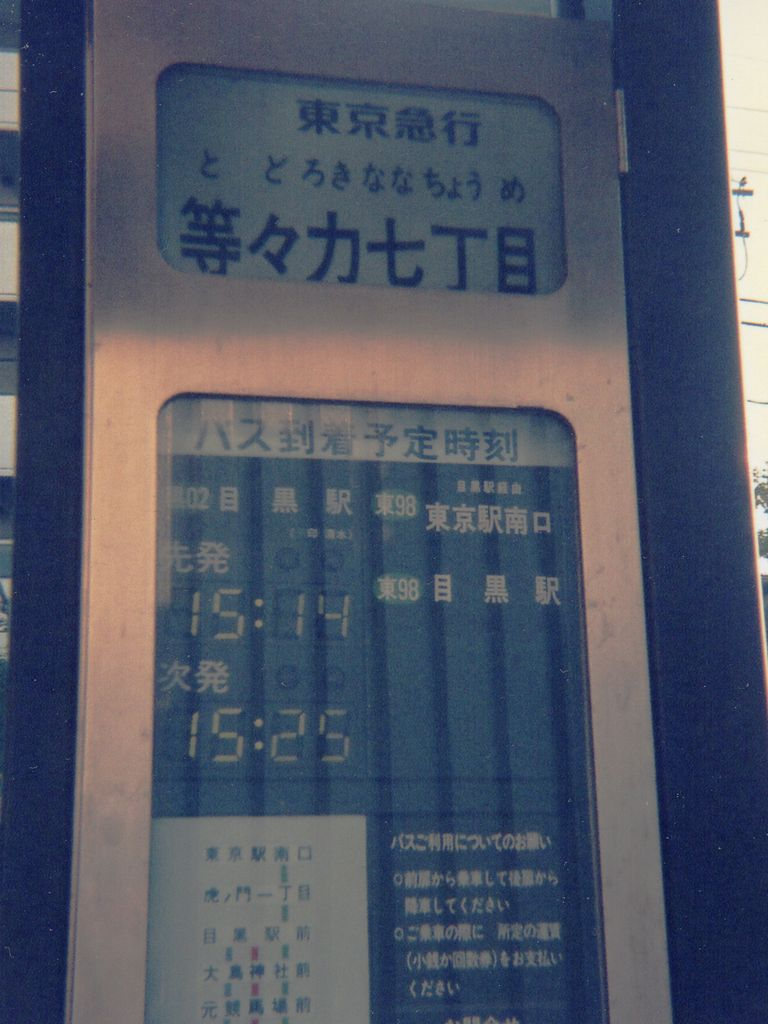
東急バスでは1986年から1998年まで、到着予定時刻を表示する方法を一部路線で採用していた
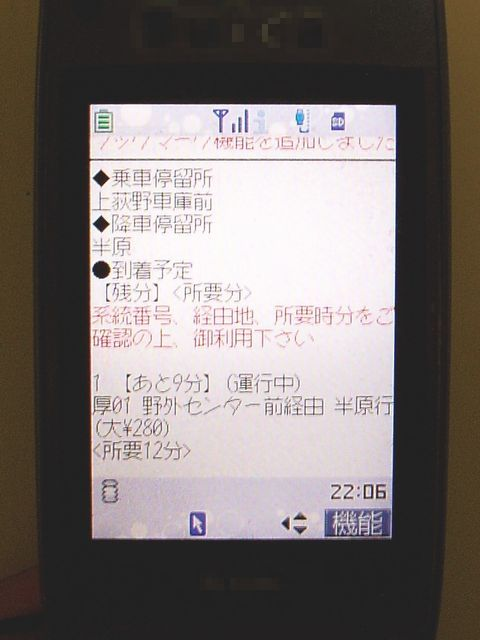
神奈川中央交通における携帯電話での接近表示の例
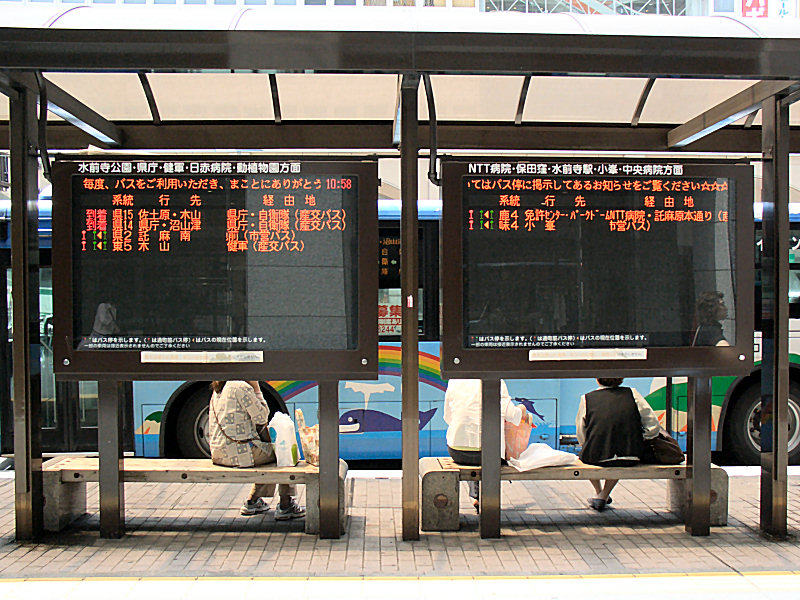
熊本都市圏における接近表示の例
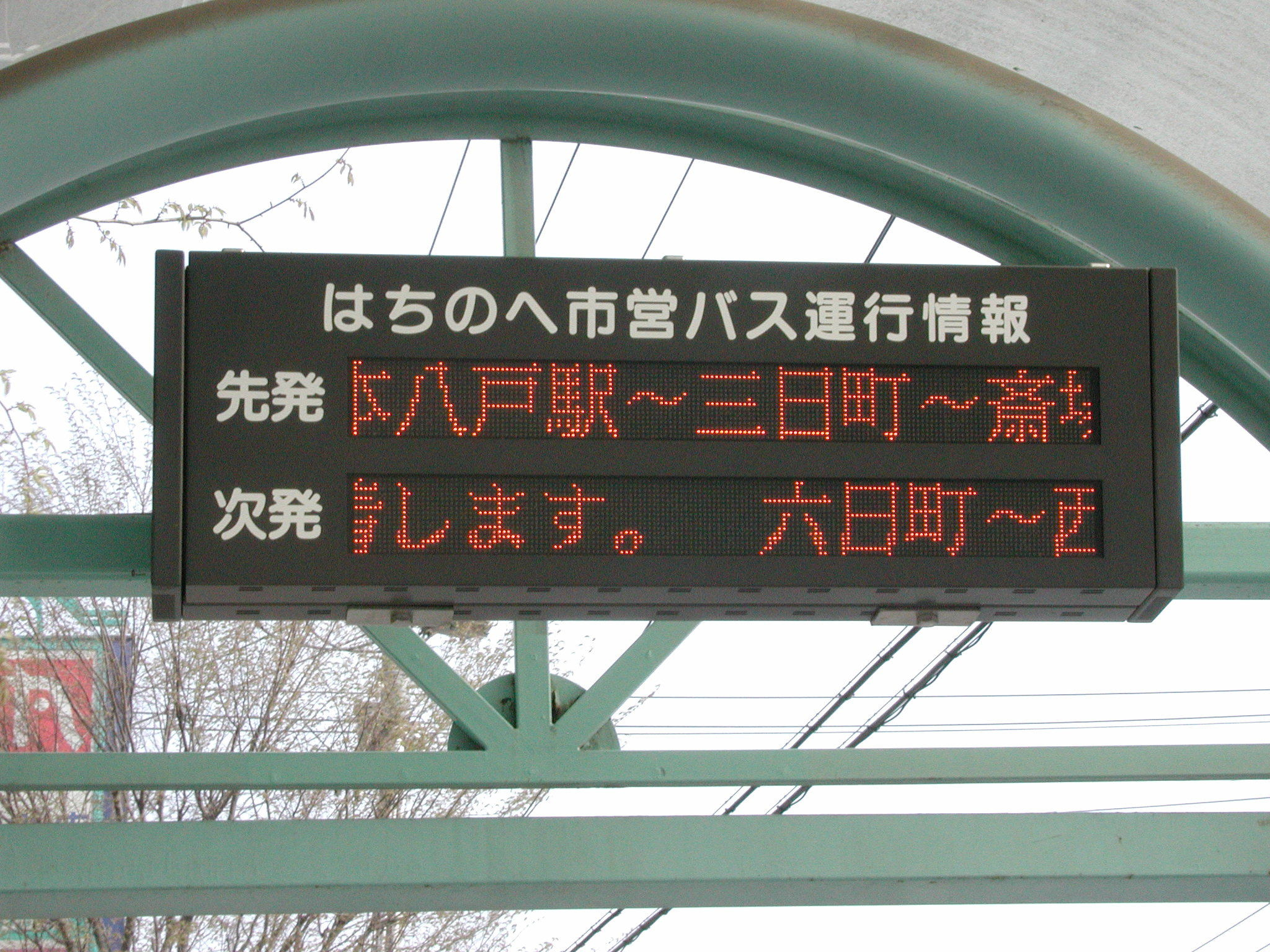
八戸市交通部が導入した最新型運行情報表示器
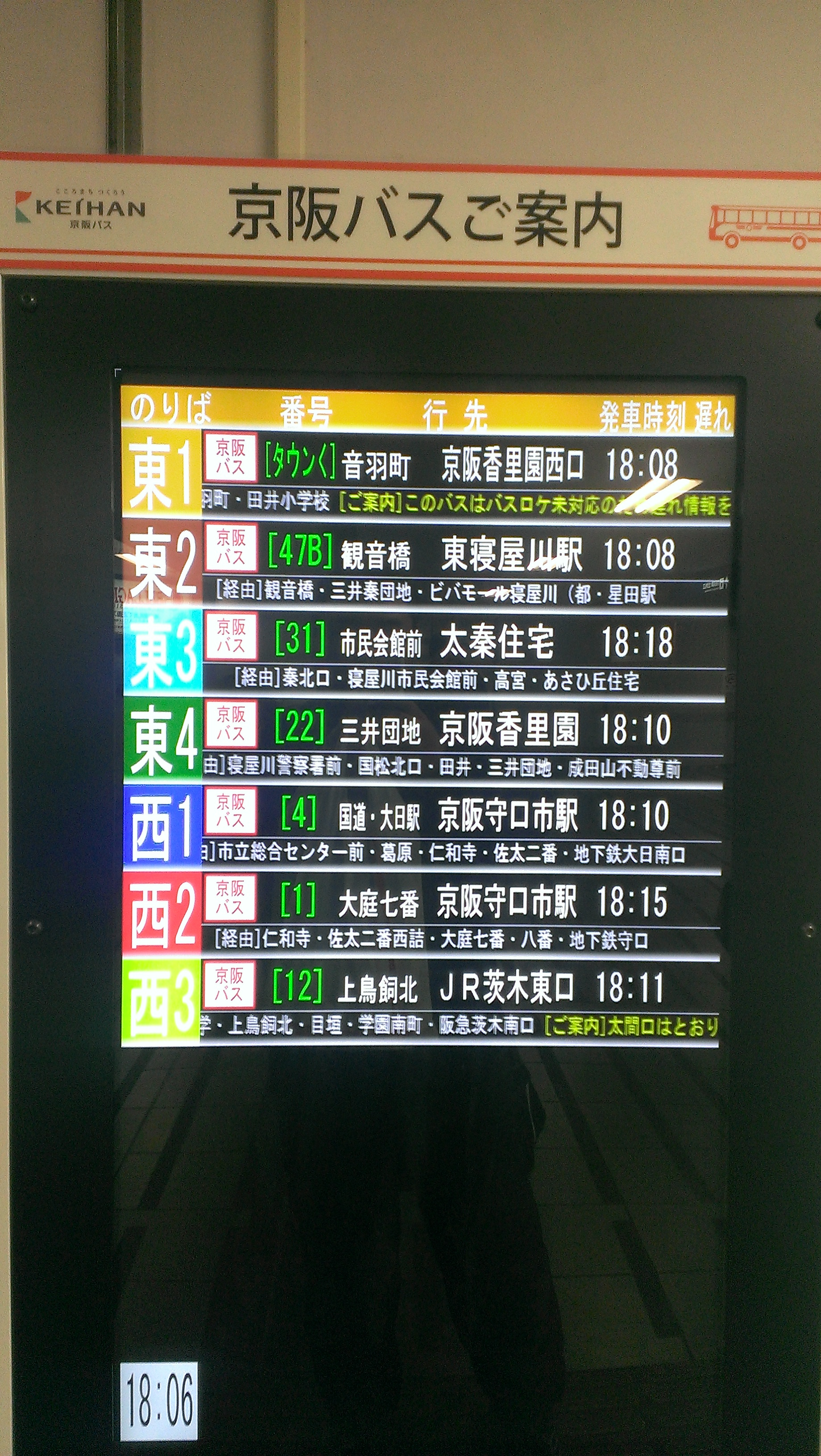
京阪バスが主要バスターミナルに導入した運行情報表示器
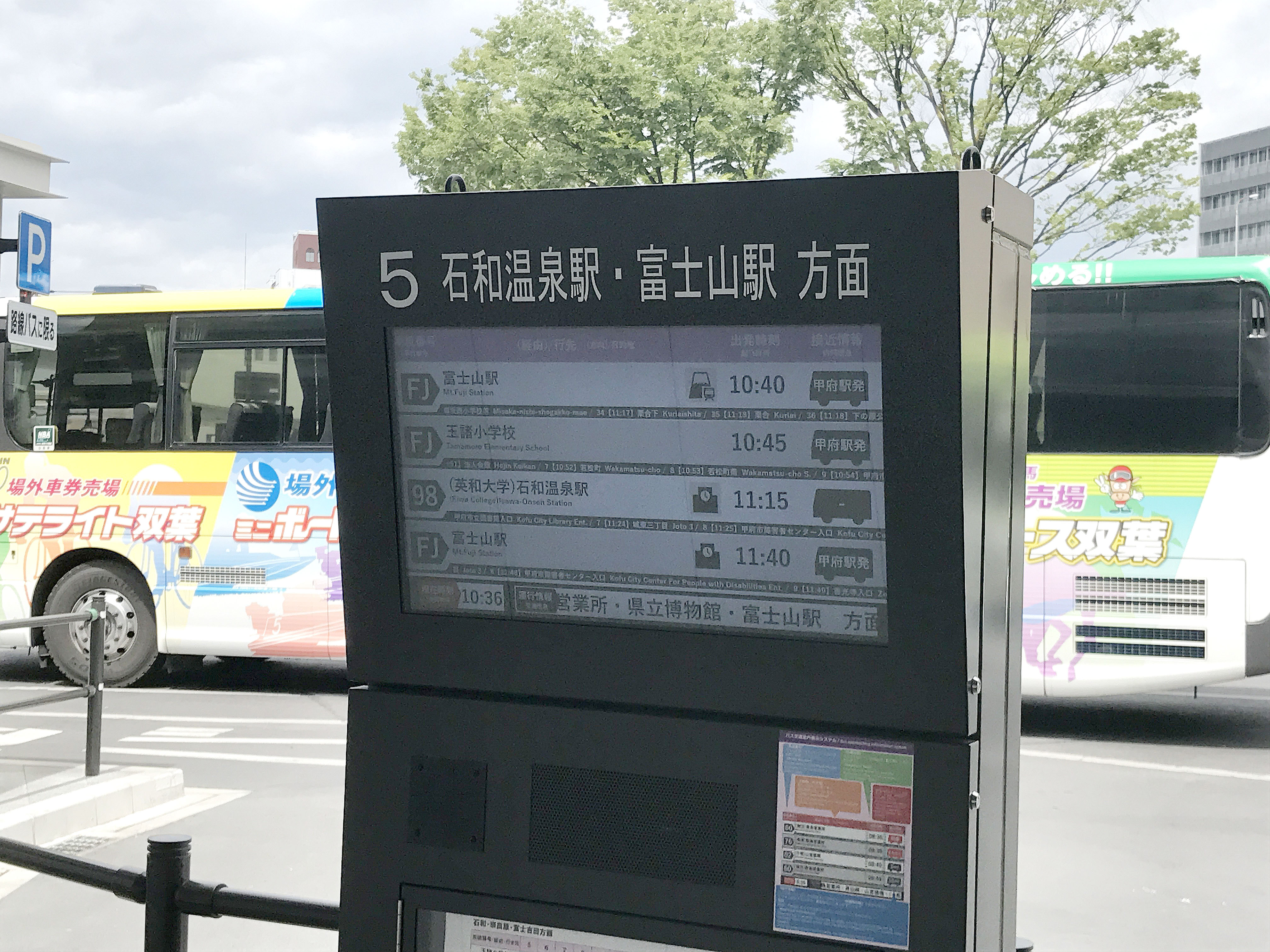
甲府駅バスターミナルに導入された運行情報表示器。山梨交通、富士急山梨バスなど複数のバス会社に対応